# Regulación génica en procariotas
La regulación de la expresión génica depende de la interacción entre el ambiente químico de la célula y  proteínas reguladoras codificadas por genes reguladores. Las proteínas reguladoras pueden funcionar como controles negativos (reprimen la transcripción del RNAm) o positivos (aumentan la transcripción del RNAm).

## Genoma procarionte
El genoma procarionte consiste en un solo cromosoma con ADN circular de cadena doble, está asociado con una pequeña cantidad de RNA y proteínas no histonicas; y se encuentra compactado en el Nucleoide. Esta compactación se debe la unión de moléculas de carga positiva que neutralizan las cargas negativas presentes en el ADN, y a proteínas que al unirse al ADN facilitan su plegamiento. La enzima girasa es la que le permite al ADN enrollarse sobre sí mismo. 
Otra característica importante del ADN procariota, es la presencia de cistrones (genes estructurales), los cuales son las regiones que codifican polipéptidos; estos cistrones son transcriptos en mRNA policistronico.  

## Regulación de la expresión génica.
A lo largo de la evolución, los procariontes han adquirido la capacidad de utilizar una gran variedad de moléculas para su crecimiento. 

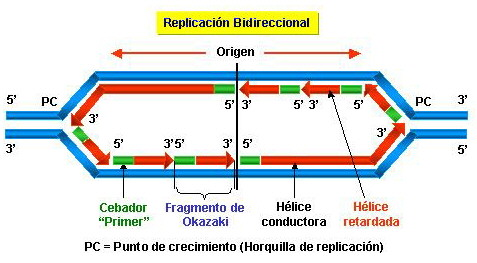
Replicación bidireccional

Por ejemplo, E. coli puede fabricar 1,700 enzimas y algunas otras proteínas, además de sintetizar sus aminoácidos a partir de amoniaco y carbono. 
E. coli abastecida de lactosa como fuente de carbono y energía, requiere de la enzima betagalactosidasa para digerirla. Células crecidas en un medio con lactosa fabrican aproximadamente 3,000 moléculas de la enzima, pero en ausencia de lactosa, hay un promedio de una molécula de enzima por célula. Por lo tanto, la presencia de lactosa induce la síntesis de moléculas de enzima necesarias para degradarla. Se dice que estas enzimas son inducibles.   
Las enzimas inductibles son aquellas cuya concentración aumenta en respuesta a señales ambientales. 
La presencia de un nutriente determinado puede inhibir la transcripción de un grupo de genes estructurales. Por ejemplo, los genes que codifican para las enzimas necesarias para sintetizar el aminoácido triptofano están agrupados y transcriben en una única molécula de RNAm.  El RNAm para sintetizar triptofano es producido continuamente por células en crecimiento si el triptofano no está presente. Es decir, en presencia de triptofano, se detiene la producción de estas enzimas.  
Por lo tanto, estas enzimas cuya síntesis se reduce en presencia de los productos de las reacciones que catalizan, se denominan represibles.  
Las enzimas represibles o reprimibles son aquellas cuya síntesis se reprime en presencia de productos en reacciones que ellas catalizan. 

### Replicación Procariota
La replicación del cromosoma es bidireccional, comienza en un sitio específico llamado Origen de la Replicación (REPLICÓN) 
Como el cromosoma es circular, solo hay un sitio de origen de la replicación.

### Transcripción Procariota
Es la síntesis de una molécula de RNAm usando como molde una de las hebras de ADN. Comienza cuando la RNA Polimerasa se acopla al ADN en el promotor. La RNA Polimerasa se une estrechamente al promotor y hace que la doble hélice del ADN se abra, dando inicio a la transcripción. 
La cadena de RNA en crecimiento permanece brevemente unida por puentes de hidrógeno al ADN molde (10-12rnt). Posteriormente se desprende como una cadena simple 

### Gen estructural
Es un segmento de ADN que codifica para un polipéptido. Con frecuencia los genes estructurales que codifican polipéptidos con funciones relacionadas se presentan juntos. Estos genes suelen trascribirse en una sola cadena de RNAm: RNAm Policistrónicos.  El mRNA recién sintetizado tiene una secuencia corta “guía” en su extremo 5´, la secuencia Shine-Dalgarno, que le permite unirse al ribosoma. Una secuencia adicional de nucleótidos en el extremo 3´se conoce como “cola”.  
En un RNAm policistrónico, puede haber varios codones de terminación e iniciación que marcan el fin de un gen estructural y el principio de otro. Cada uno de los codones de iniciación está precedido por un sitio de unión al ribosoma.

### Inducción y activación enzimática.
En la inducción enzimática hay una mayor fabricación de enzimas. En la activación enzimática, las enzimas en la célula se unen a otra molécula y de esta manera aumenta su actividad catalítica. 
A pesar de que la regulación de la síntesis de proteínas puede ocurrir en muchos puntos del proceso (en la transcripción, pos-transcripción, en la traducción, pos-traducción), en los procariotas tiene lugar principalmente a nivel de la transcripción. 

## El modelo del operón.
El modelo del operón fue propuesto por Francois Jacob, Jaques Monod y Andre Lwoff , el modelo proponía que grupos de genes que codifican proteínas con funciones relacionadas se disponen en unidades conocidas como operones.  

### Operón
Comprende el promotor, los genes estructurales y el operador. 

### Genes estructurales
Codifican un grupo de proteínas funcionalmente relacionadas y se transcriben como una sola molécula de RNAm. 

### Gen regulador
Afecta la transcripción de los genes estructurales y puede estar localizado en cualquier lugar del cromosoma bacteriano. El Gen regulador codifica para una proteína llamada Represor.

### Operador
Es una secuencia de nucleótidos situados entre el promotor y el gen(es) estructurales. El operador se puede superponer con el promotor, con el primer gen estructural o con ambos. La transcripción de genes estructurales depende de la actividad de otro gen: el gen regulador. 
Es el sitio de Unión para un Represor

### Represor
Es una proteína codificada por el gen regulador, que puede estar localizado a cierta distancia en el cromosoma bacteriano. Cuando el Represor se une a la molécula de ADN en el sitio operador, obstruye al promotor y la RNA Polimerasa no puede iniciar la transcripción del mRNA. Cuando el Represor no está presente, la RNA Polimerasa puede unirse al ADN y comenzar su movimiento a lo largo del cromosoma, permitiendo que ocurra la transcripción y la síntesis proteica.  
La capacidad del represor para unirse al operador y así bloquear la síntesis de proteínas depende de otra molécula que funciona como efector. 
Dependiendo del tipo de operón el efector puede activar o inactivar el represor para ese operón en particular.

### El operón lac

Operon lac

Es un elemplo de cómo el efector puede inactivar al represor. Cuando hay lactosa en el medio de cultivo se produce alolactosa. La alolactosa se une al represor y lo inactiva separándolo del operador del operón lac La RNA polimerasa puede comenzar la transcripción, transcribiendo los genes estructurales del operón que luego serán traducidos a las enzimas para degradar lactosa.  

### El operón trp
La presencia de triptófano activa al represor, que luego se une al operador y bloquea la síntesis de las enzimas que ya no son necesarias. Tanto la alolactosa como el triptófano, así como las moléculas que establecen interacciones con los represores de otros operones son efectores alostéricos que ejercen sus efectos causando un cambio en la configuración de la molécula con la que interactúan (en este caso el represor).

### El sistema CAP-AMP cíclico.
La CAP es la proteína activadora de los genes catabólicos, se combina con una molécula conocida como AMP cíclico (cAMP), lo que le permite unirse a la región promotora de un operón. Una vez unida al promotor la transcripción es máxima. El operón está bajo control negativo del represor por lo que no hay transcripción a menos que se separe del represor (es decir, que llegue un inductor). El operón también está bajo el control positivo del complejo CAP-AMPc, que aumenta la transcripción cuando se une al operón.  

#### Sistema CAP-AMPc en E. coli.
Este sistema es uno de los activadores más usados por E. coli, debido a que regula un gran número de operones en respuesta a las condiciones nutricionales; pues cuando disminuye la reserva de glucosa el nivel de AMPc aumenta y se forman complejos CAP-AMPc que se unen al operón .